# المرحلة التأهيلية لبطولة كوبا ليبرتادوريس 2019
لعبت المرحلة التأهيلية من كوبا ليبرتادوريس 2019 في الفترة من 22 يناير إلى 28 فبراير 2019. تنافس ما مجموعه 19 فريقا في مراحل التصفيات لتحديد أربعة من 32 مكانا في مرحلة المجموعات من كأس ليبرتادوريس 2019.

## القرعة
عقدت القرعة للمرحلة التأهيلية يوم 17 ديسمبر 2018، الساعة 20:30، التوقيت الصيفي لباراغواي (ت ع م−3)، في مركز كونميبول للمؤتمرات في لوكي، باراغواي.
تم تصنيف الفرق وفقا ل‍ترتيب كونميبول لبطولة كوبا ليبرتادوريس اعتبارا من 15 ديسمبر 2018 (كما هو موضح بين قوسين)، مع الأخذ بعين الاعتبار العوامل الثلاثة التالية:
1. الأداء في السنوات العشر الأخيرة، مع الأخذ بعين الاعتبار نتائج كوبا ليبرتادوريس في الفترة 2009–2018
2. المعامل التاريخية، مع الأخذ بعين الاعتبار نتائج كوبا ليبرتادوريس في الفترة 1960–2008
3. بطل البطولة المحلية، مع منح نقاط مكافأة لبطل الدوري المحلي في السنوات العشر الماضية

بالنسبة للمرحلة الأولى، تم تقسيم الفرق الستة إلى ثلاث مواجهات (E1–E3)، واستضافت فرق الوعاء 1 مباراة العودة.
| وعاء 1                                                         | وعاء 2                                                     |
| -------------------------------------------------------------- | ---------------------------------------------------------- |
| - ديفينسور سبورتينغ (35) - ناسيونال (37) - ريال غاركيلاسو (57) | - دلفين (87) - ديبورتيفو لا غوايرا (209) - بوليفار[†] (21) |

ملاحظات
1. † لم تكن هوية الفريق بوليفيا 4 معروفة في وقت السحب، وتم تصنيفه في الوعاء 2 في قرعة المرحلة الأولى.

بالنسبة للمرحلة الثانية، تم تقسيم الفرق الـ16 إلى ثمانية مواجهات (C1–C8)، مع استضافة الفرق من الوعاء 1 مباراة الإياب. لا يمكن سحب الفرق من نفس الرابطة إلى نفس المواجهة، باستثناء الفائزين في المرحلة الأولى، والتي تم تخصيصها للوعاء 2 والتي لم تكن هويتها معروفة في وقت السحب، ويمكن سحبها إلى نفس المواجهة مع فريق آخر من نفس الرابطة.
| الوعاء 1 | الوعاء 2 |
| --- | --- |
| - أتلتيكو ناسيونال (4) - أتلتيكو مينيرو (10) - ساو باولو (13) - ليبرتاد (23) - برشلونة (24) - أونيفرسيداد دي تشيلي (29) - إنديبندينتي ميديلين (64) - نادي كاراكاس (67) | - ميلغار (80) - بالستينو (84) - دانوبيو (85) - تاليريس (182) - ذي سترونغيست[†] (27) - الفائز في المرحلة الأولى E1 - الفائز في المرحلة الأولى E2 - الفائز في المرحلة الأولى E3 |

ملاحظات
1. † لم تكن هوية الفريق بوليفيا 3 معروفة في وقت السحب، وتم تصنيفه في الوعاء 2 في قرعة المرحلة الثانية.

أما بالنسبة للمرحلة الثالثة، فلم يكن هناك سحب وتم توزيع الفرق الثمانية في المواجهات الأربعة التالية (G1–G4)، وكان الفائزون في المرحلة الثانية بالترتيب الأعلى لكونميبول هم مضيفي مباراة العودة. وبما أن هوية الفائزين في المرحلة الثانية لم تكن معروفة وقت السحب، فإنه يمكن جذبهم إلى نفس المواجهة مع فريق آخر من نفس الرابطة.
- الفائز بالمرحلة الثانية C1 مقابل الفائز بالمرحلة الثانية C8
- الفائز بالمرحلة الثانية C2 مقابل الفائز بالمرحلة الثانية C7
- الفائز بالمرحلة الثانية C3 مقابل الفائز بالمرحلة الثانية C6
- الفائز بالمرحلة الثانية C4 مقابل الفائز بالمرحلة الثانية C5

## وصلات خارجية
- CONMEBOL Libertadores 2019, CONMEBOL.com